# Gloeotila protogenita
Espèce
Synonymes
- Geminella protogenita (Kütz.) G.S.West, 1916[2]
- Gloeotila mucosa Borzì[2]

Gloeotila protogenita est une espèce d'algues vertes de la famille des Chlorellaceae.